# Estiracabells
L'estiracabells (Brachytron pratense) és una espècie d'odonat anisòpter, l'unica del gènere Brachytron, de la família dels èsnids.
Espècie escassa però localment comuna, és força discreta, sobretot les femelles.

## Descripció
Aquesta espècie es caracteritza per tenir un abdomen sense estrangulació al tercer segment, un tòrax amb pèls (sobretot la femella) i un angle anal de les ales posteriors dels mascles molt poc marcat.
De lluny i vista des de dalt, la femella és de coloració groga i verda mentre que el mascle és més aviat blau i negre.
Més petita (50-70 mm) que altres libèl·lules d'aquesta família, és una de les espècies més precoces, que es pot observar en vol de maig a juny, fins i tot des del març.
Pot ser observada fins al juny sobre les aigües quietes o de dèbil corrent.
Vola sovint quasi tocant la superfície de l'aigua, amb un vol en zig-zag.
No s'ha de confondre amb Aeshna mixta, que és una mica més grossa que ella.

## Hàbitat i distribució
Brachytron pratense és una espècie eurasiàtica d'ampla distribució (tota l'Europa temperada i fins al nord de l'Iran), que aprecia les zones d'aigües quietes i assolellades. És una espècie de plana que es troba també a la baixa muntanya fins a 900 m.
L'espècie sembla relativament indiferent al pH de l'aigua.
L'espècie ha esdevingut escassa a Bèlgica i a Luxemburg i falta en una part de França (sud-oest).
Probablement a causa de l'escalfament climàtic, l'àrea de distribució de l'espècie tendeix a desplaçar-se cap al nord des de fa alguns decennis.
La larva viu sobre les plantes aquàtiques flotants acumulades prop dels marges.

## Comportament
El vol és típic en zig-zag.
En cas de perill, les larves s'immobilitzen «fent el mort».
En relació amb l'imago (adult), l'espècie no sembla pas territorial, però els individus que es creuen en vol poden atacar-se mútuament.

## Reproducció i cicle de vida
L'aparellament pot durar mitja hora i es fa sobre les plantes aquàtiques, però també en els arbustos propers a l'aigua.
Els ous són inserits en les tiges de plantes amb fulles flotants o en les restes vegetals flotants.
L'eclosió es produeix al cap de 3 a 7 setmanes (segons la temperatura) després de la posta.
La fase de larva dura entre 2 i 3 anys.
L'emergència es produeix al començament de la primavera. En el moment de l'emergència, la nimfa surt de l'aigua el matí i puja per una tija o fulla robusta (iris, canya, etc.). La muda imaginal dura a continuació diverses hores. L'imago és verdós, i el mascle s'assembla en principi a la femella abans de prendre la seva coloració blava durant una fase de maduració que dura aproximadament 10 dies.

## Perills, amenaces, estat de les poblacions
L'espècie no és pas considerada com globalment amenaçada, però els seus hàbitats estan en regressió des de fa un segle i han desaparegut o gairebé d'algunes zones, la qual cosa explica que estigui en la llista vermella per exemple a Bèlgica o a Luxemburg.
Pot estar localment amenaçada pels insecticides o la contaminació de l'aigua.

## Galeria

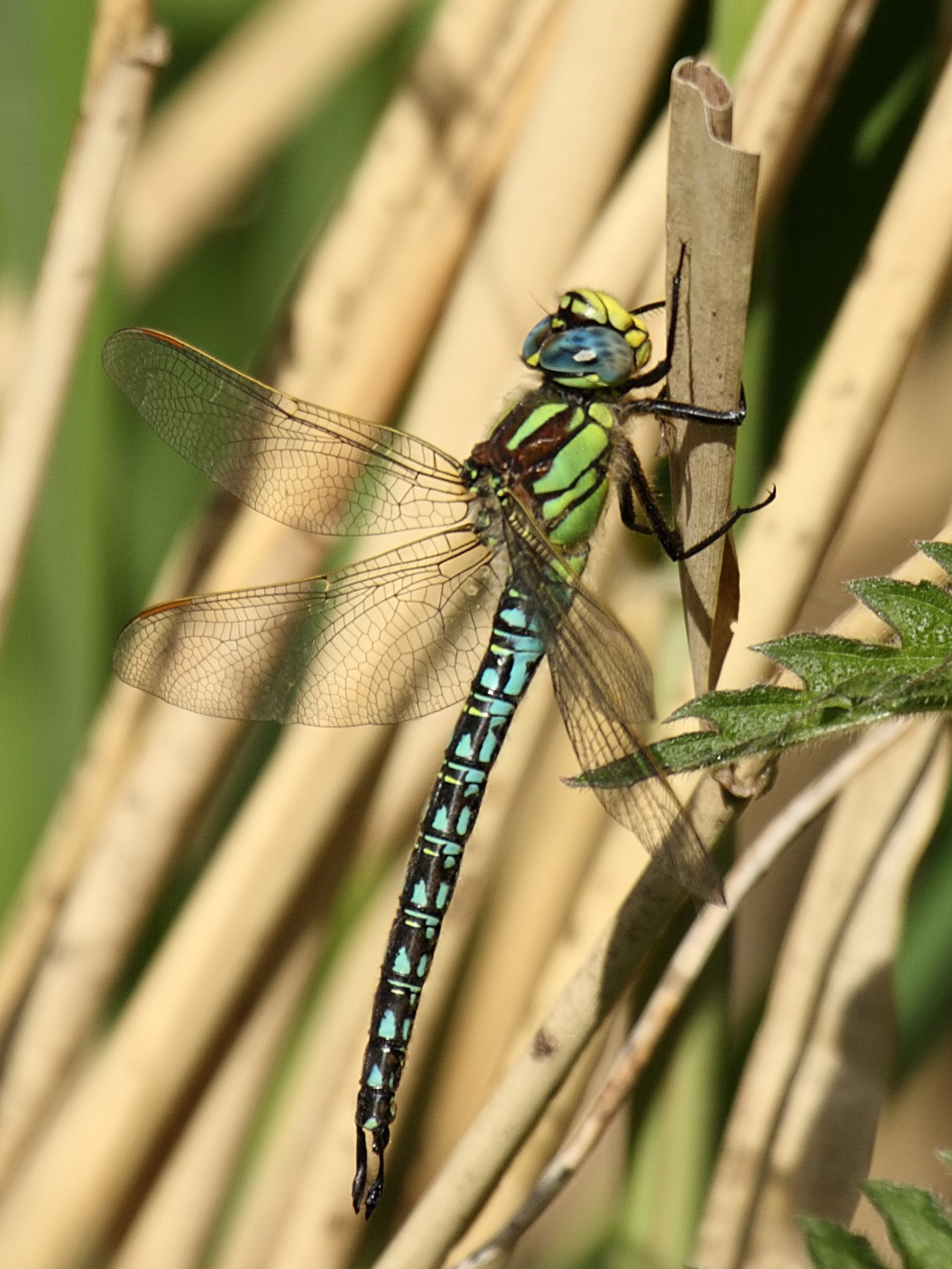
Mascle
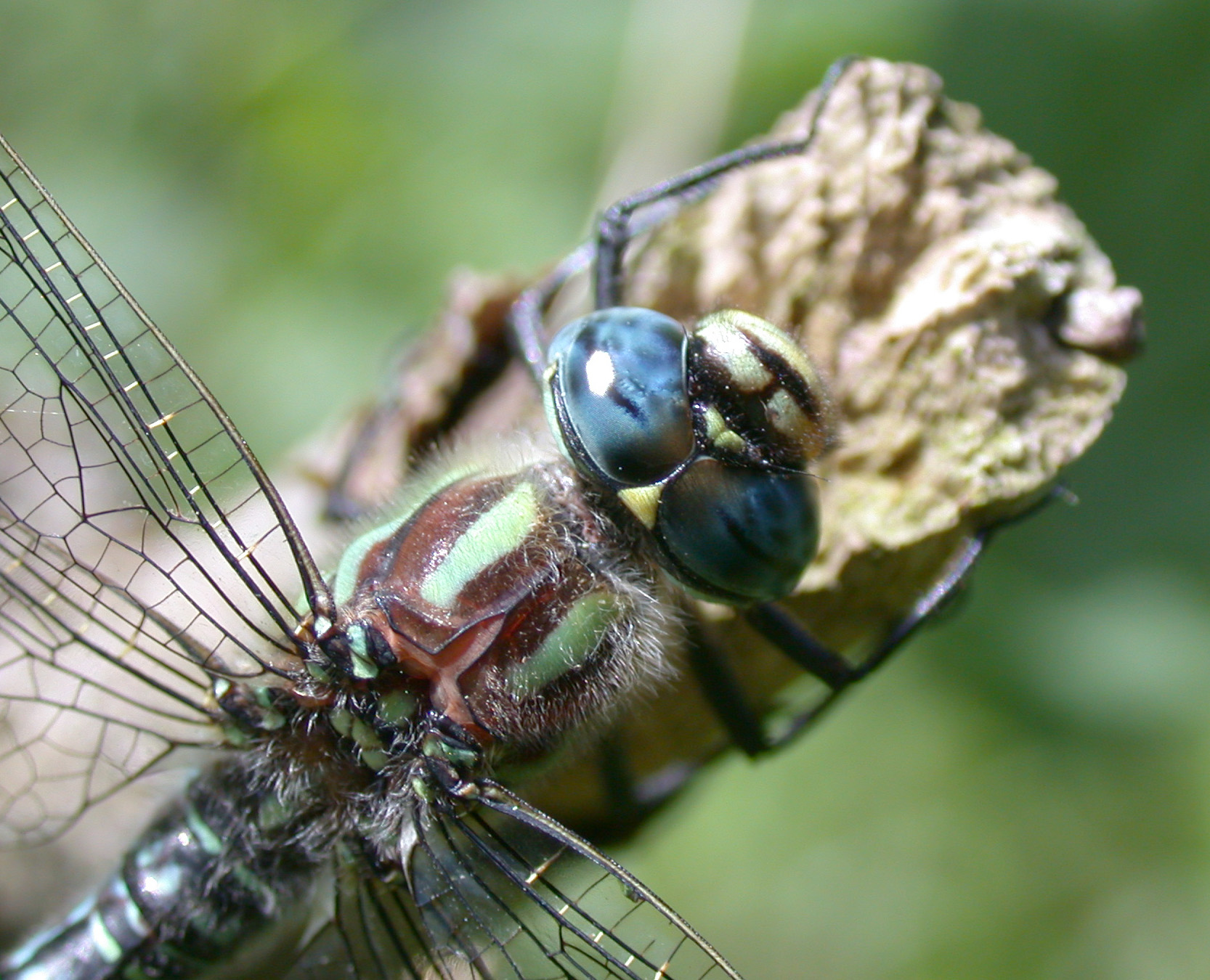
Detall del cap
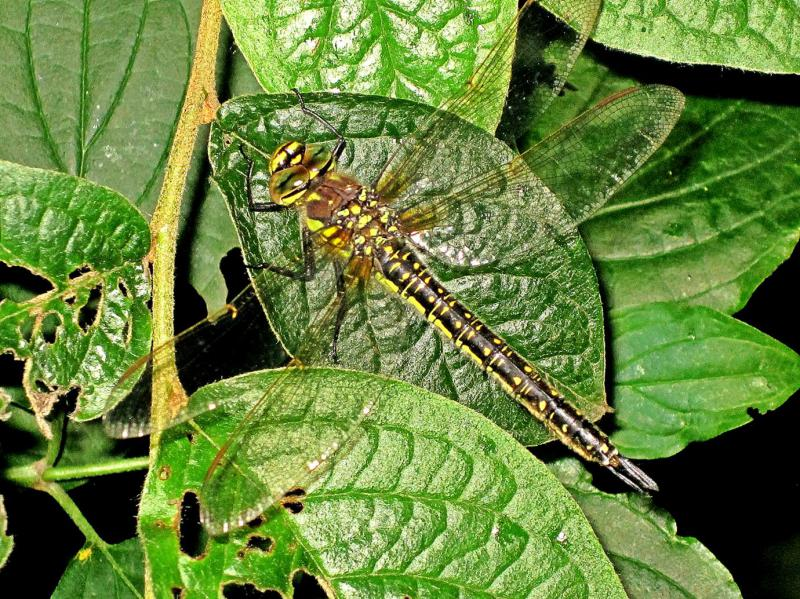
Femella
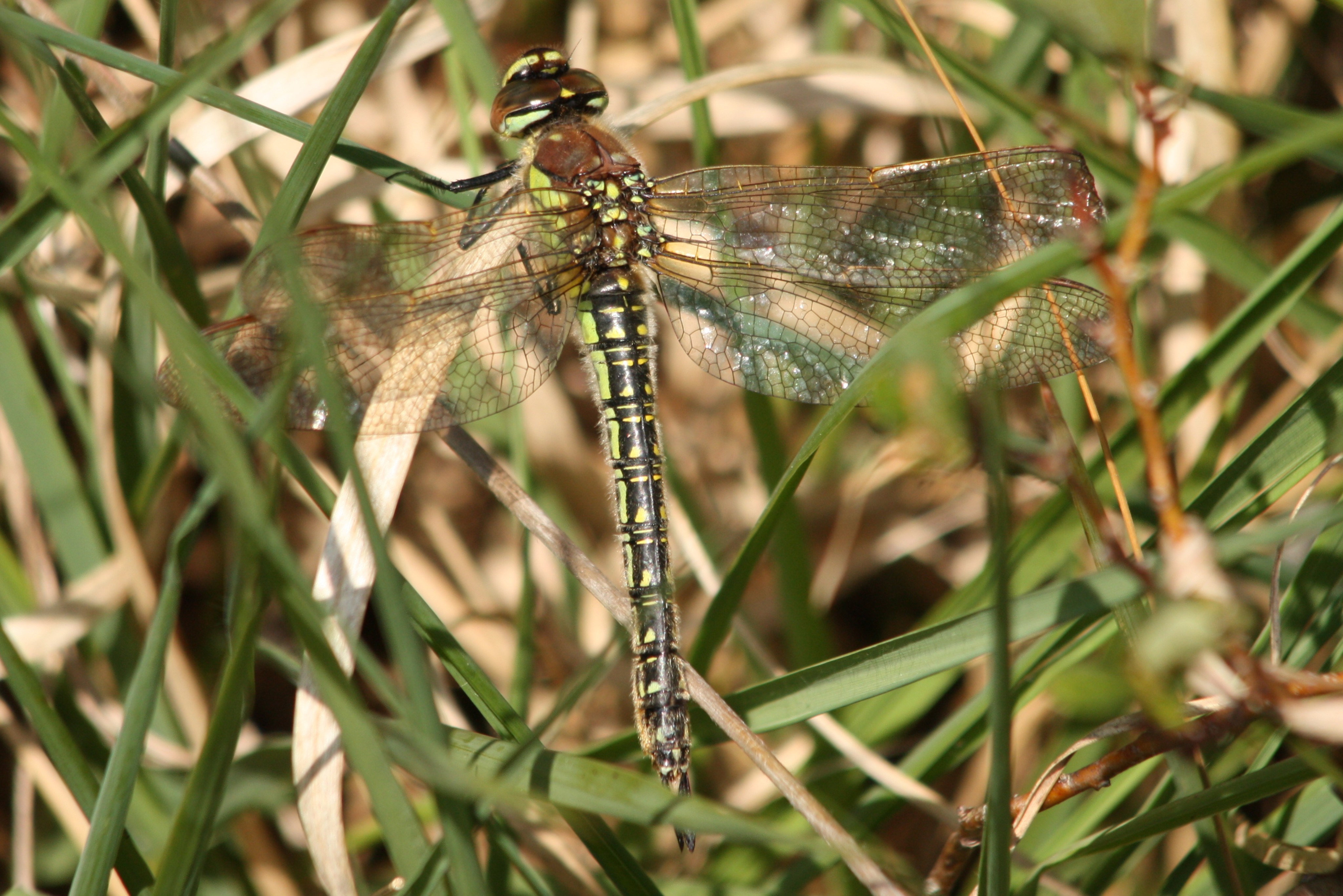
Femella
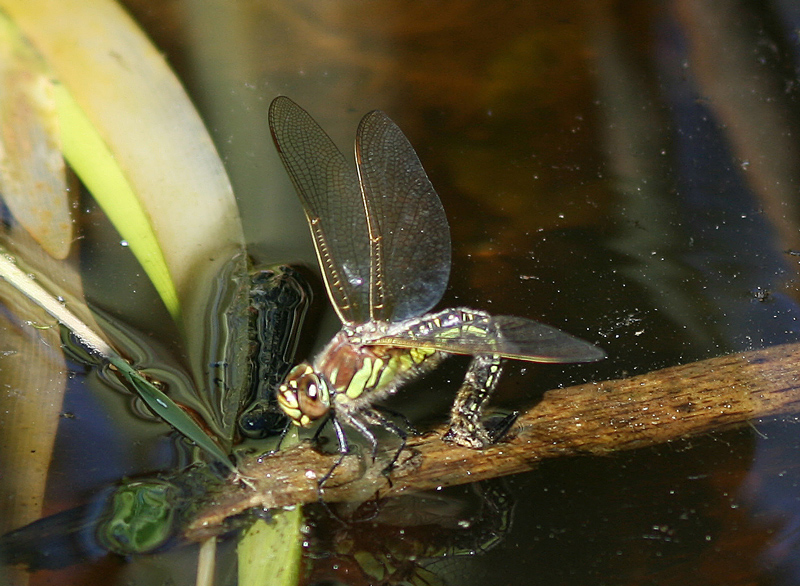
Femella fent la posta